# Aurangabad Bangar
Aurangabad Bangar è una suddivisione dell'India, classificata come census town, di 8.819 abitanti, situata nel distretto di Mathura, nello stato federato dell'Uttar Pradesh. In base al numero di abitanti la città rientra nella classe V (da 5.000 a 9.999 persone).

## Geografia fisica
La città è situata a 27° 26' 47 N e 77° 41' 42 E.

## Società

### Evoluzione demografica
Al censimento del 2001 la popolazione di Aurangabad Bangar assommava a 8.819 persone, delle quali 4.716 maschi e 4.103 femmine. I bambini di età inferiore o uguale ai sei anni assommavano a 1.667, dei quali 881 maschi e 786 femmine. Infine, coloro che erano in grado di saper almeno leggere e scrivere erano 5.463, dei quali 3.304 maschi e 2.159 femmine.